# Hypanartia montana
Hypanartia montana är en fjärilsart som beskrevs av Köhler 1923. Hypanartia montana ingår i släktet Hypanartia och familjen praktfjärilar. Inga underarter finns listade i Catalogue of Life.